# István Terbócs
István Terbócs (ungarisch Terbócs István; * 28. Juni 1996 in Budapest) ist ein ungarischer Eishockeyspieler, der seit 2021 bei Fehérvár AV19 in der Österreichischen Eishockey-Liga unter Vertrag steht.

## Karriere
Terbócs begann seine Karriere als Eishockeyspieler in seiner Geburtsstadt bei MAC Budapest, wo er die Nachwuchsmannschaften durchlief und es bis in die Erste Bank Young Stars League brachte. Im Alter von 20 Jahren debütierte er für MAC in der MOL Liga. Nachdem er 2018 mit dem Klub sowohl die inzwischen in Erste Liga umbenannte Spielklasse, als auch die ungarische Meisterschaft gewinnen konnte, wechselte er mit der Mannschaft in die slowakische Extraliga, kehrte aber 2020 in die Erste Liga zurück, wo er 2021 mit dem Titel „Mr. Rising Star“ ausgezeichnet wurde. Seit 2021 spielt er für Fehérvár AV19 in der Österreichischen Eishockey-Liga.

### International
Bereits im Juniorenbereich stand Terbócs für die U18- und die U20-Mannschaften Ungarns bei Weltmeisterschaften auf dem Eis. Dabei gelang ihm bei der U18-Weltmeisterschaft 2014 der Aufstieg von der B- in die A-Gruppe der Division I und bei der U20-Weltmeisterschaft 2016 der Aufstieg von der Division II in die Division I.
Sein Debüt in der Nationalmannschaft gab er bei der WM der Division I 2017. Bei den Weltmeisterschaften der Division I 2019 und 2022 stand er ebenso im Kader der Division I. Nach dem Aufstieg 2022 spielte er bei der Weltmeisterschaft 2023 erstmals in der Top-Division. Zudem spielte Terbócs für Ungarn bei den Qualifikationsturnieren für die Olympischen Winterspiele in Peking 2022.

## Erfolge und Auszeichnungen
- 2014 Aufstieg in die Division I, Gruppe A, bei der U18-Weltmeisterschaft der Division I, Gruppe B
- 2016 Aufstieg in die Division I, Gruppe B, bei der U20-Weltmeisterschaft der Division II, Gruppe A
- 2018 Gewinn der Erste Liga mit MAC Budapest
- 2018 Ungarischer Meister mit MAC Budapest
- 2021 „Mr. Rising Star“ der Erste Liga
- 2022 Aufstieg in die Top-Division I bei der Weltmeisterschaft der Division I, Gruppe A

## Statistik
(Stand: Ende der Saison 2022/23)